# Lijst van voetbalinterlands Armenië - Liechtenstein
Deze lijst van voetbalinterlands is een overzicht van alle officiële voetbalwedstrijden tussen de nationale teams van Armenië en Liechtenstein. De landen speelden tot op heden zes keer tegen elkaar. De eerste ontmoeting, een groepswedstrijd tijdens de UEFA Nations League 2018/19, werd gespeeld in Jerevan op 6 september 2018. Het laatste duel, een kwalificatieduel voor het Wereldkampioenschap voetbal 2022, werd gespeeld op 8 september 2021 in de Armeense hoofdstad.

## Wedstrijden
| № | Plaats  | Datum            | Competitie                  | Wedstrijd               | Uitslag |
| - | ------- | ---------------- | --------------------------- | ----------------------- | ------- |
| 1 | Jerevan | 6 september 2018 | UEFA Nations League 2018/19 | Armenië – Liechtenstein | 2 – 1   |
| 2 | Vaduz   | 19 november 2018 | UEFA Nations League 2018/19 | Liechtenstein – Armenië | 2 – 2   |
| 3 | Jerevan | 8 juni 2019      | EK 2020 kwalificatie        | Armenië − Liechtenstein | 3 − 0   |
| 4 | Vaduz   | 12 oktober 2019  | EK 2020 kwalificatie        | Liechtenstein − Armenië | 1 − 1   |
| 5 | Vaduz   | 25 maart 2021    | WK 2022 kwalificatie        | Liechtenstein – Armenië | 0 – 1   |
| 6 | Jerevan | 8 september 2021 | WK 2022 kwalificatie        | Armenië − Liechtenstein | 1 − 1   |

## Samenvatting
| Competitie          | Totaal gespeeld | Winst Armenië | Gelijk | Winst Liechtenstein | Doelsaldo Armenië – Liechtenstein |
| ------------------- | --------------- | ------------- | ------ | ------------------- | --------------------------------- |
| WK-kwalificatie     | 2               | 1             | 1      | 0                   | 2 − 1                             |
| EK-kwalificatie     | 2               | 1             | 1      | 0                   | 4 − 1                             |
| UEFA Nations League | 2               | 1             | 1      | 0                   | 4 − 3                             |
| Totaal              | 6               | 3             | 3      | 0                   | 10 − 5                            |

Wedstrijden bepaald door strafschoppen worden, in lijn met de FIFA, als een gelijkspel gerekend.